# LWS-3 Mewa
LWS-3 Mewa ("Hải âu") là một loại máy bay trinh sát chiến trường và thám sát của Ba Lan, được thiết kế vào cuối thập niên 1930 bởi nhà máy LWS. Không quân Ba Lan đã đặt mua loại máy bay này nhưng không thành do Chiến tranh thế giới II nổ ra.

## Biến thể
LWS-3/I
LWS-3/II
LWS-3/III
LWS-3A Mewa (Mewa A)
LWS-3B Mewa (Mewa B)
LWS-3H (hydro)
LWS-7 Mewa II

## Quốc gia sử dụng
Thời chiến
 Ba Lan
- Không quân Ba Lan

Dự kiến
 Bulgaria
- Không quân Bulgary

## Tính năng kỹ chiến thuật (LWS-3A Mewa)
Đặc điểm tổng quát
- Kíp lái: 2
- Chiều dài: 9,50 m (31 ft 2 in)
- Sải cánh: 13,45 m (44 ft 1 in)
- Chiều cao: 2,65 m (8 ft 8 in)
- Diện tích cánh: 26 m² (280 ft²)
- Trọng lượng rỗng: 1.750 kg (3.858 lb)
- Trọng lượng có tải: 2.420 kg (5.335 lb)
- Động cơ: 1 × Gnome-Rhône 14M05, 492 kW (660 hp)

 Hiệu suất bay 
- Vận tốc cực đại: 360 km/h (224 mph)
- Tầm bay: 700 km (436 mi)
- Trần bay: 8.500 m (27.880 ft)
- Vận tốc lên cao: 600 m/phút (1.968 ft/phút)
- Tải trên cánh: 93 kg/m² (19 lb/ft²)
- Công suất/trọng lượng: 200 W/kg (0,12 hp/lb)

Trang bị vũ khí

- Súng: 2× PWU súng máy wz.36 7,92 mm, 1× súng máy 7,92 mm PWU karabin maszynowy obserwatora wz.37